# Rodrigo Bentancur
Rodrigo Bentancur Colmán (Nueva Helvecia, Departamento de Colonia, Uruguay, 25 de junio de 1997) es un futbolista uruguayo que juega de centrocampista en el Tottenham Hotspur F. C. de la Premier League de Inglaterra.

## Trayectoria

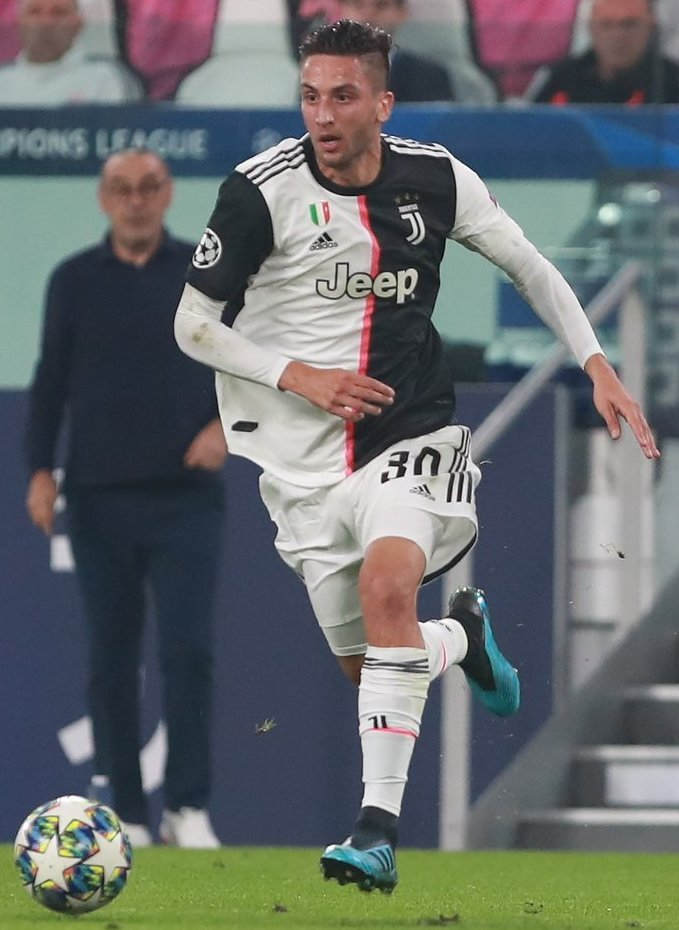
Bentancur en acción con la Juventus en 2019. Foto: Anton Zaitsev

### Boca Juniors
En su infancia, Bentancur jugó al fútbol en el club Artesano de Nueva Helvecia. En 2011 se mudó a Argentina donde fue seleccionado por los captadores Diego Mazzilli, Norberto Madurga y Horacio García, del Área de Captación Xeneize, para competir en las divisiones juveniles de Boca Juniors. Debutó en la primera del Xeneize el 20 de enero de 2015, en un partido amistoso contra Vélez Sarsfield ingresando a los 69 minutos del segundo tiempo, cuyo partido terminó igualado 2 a 2. Disputó, también, 5 minutos del partido contra River Plate en Mar del Plata, partido que ganaría Boca por 1 a 0. El joven uruguayo ingresó en el partido amistoso de verano contra River Plate en Mendoza, por la Copa Luis B. Nofal, a los 58 minutos del segundo tiempo, convirtiendo el quinto gol para el Xeneize, sellando una goleada histórica por 5-0. El gol lo marcó de cabeza proveniente de un centro de Jonathan Calleri.
El 9 de abril de 2015, debutó oficialmente en la primera de Boca Juniors contra Montevideo Wanderers por la Copa Libertadores 2015, ingresando en el segundo tiempo por Nicolás Lodeiro.
Debutó oficialmente en la Primera División de Argentina con Boca Juniors en el Campeonato 2015, el 12 de abril de 2015, en el empate 0 a 0 contra Nueva Chicago por la fecha 9, a la edad de 17 años con el dorsal número 30 jugando 4 minutos. Luego jugaría unos minutos contra Independiente por la fecha 12, partido que terminaría igualado 1 a 1 y en la derrota 3 a 0 contra Aldosivi en La Bombonera correspondiente a la fecha 13.
Jugaría su primer partido como titular en la victoria 2 por 0 contra Huracán Las Heras por la Copa Argentina 2014-15. También sería titular en la caída 2 por 0 contra Vélez Sarsfield como visitante.

### Juventus F. C.
En el marco del acuerdo entre Boca Juniors y Juventus F. C. por el pase de Carlos Tévez, el 13 de julio, el equipo italiano oficializó la adquisición de una opción de compra a partir de la temporada 2017-18 de los derechos deportivos de Bentancur a cambio de 1 millón a pagar antes del 31 de diciembre de 2016. Juventus podrá ejercitar dicha opción antes del 20 de abril de 2017, a cambio de 9,4 millones de euros. En 2019 renovó su contrato hasta 2024 con el equipo.

### Tottenham Hotspur
El 31 de enero de 2022 puso fin a su etapa en el equipo turinés tras ser traspasado al Tottenham Hotspur F. C. Firmó un contrato con el conjunto inglés hasta junio de 2026.

## Selección nacional

### Selección sub-20
Rodrigo ha sido parte del proceso de la selección de Uruguay en la categoría sub-20.
El 12 de diciembre de 2016 fue convocado por Fabián Coito para entrenar en el complejo AUF, junto a otros 27 futbolistas. El 29 de diciembre fue confirmado en la lista definitiva, para jugar el Campeonato Sudamericano Sub-20 en Ecuador.
El 19 de enero de 2017 debutó con Uruguay, fue titular en el primer partido del Sudamericano, frente a  Venezuela. El 27 de enero consiguió su primer gol en el torneo tras vencer 3-0 a Bolivia por la fecha 4, logrando la clasificación al Hexagonal Final.
Bentancur disputó 8 partidos y en la última fecha se coronaron campeones del torneo continental.
El 25 de abril fue confirmado en el plantel definitivo para viajar a Corea del Sur y jugar la Copa Mundial Sub-20.

#### Participaciones con la selección
| Competición                 | Sede          | Resultado     | Partidos | Goles |
| --------------------------- | ------------- | ------------- | -------- | ----- |
| Sudamericano Sub-20 2017    | Ecuador       | Campeón       | 8        | 1     |
| Copa Mundial Sub-20 de 2017 | Corea del Sur | Cuarto puesto | 6        | 0     |

#### Detalles de partidos
| Con Uruguay sub-20 | Con Uruguay sub-20 | Con Uruguay sub-20 | Con Uruguay sub-20    | Con Uruguay sub-20    | Con Uruguay sub-20                      | Con Uruguay sub-20 | Con Uruguay sub-20 | Con Uruguay sub-20                                                                                   | Con Uruguay sub-20 |
| N.º                | Rival              | Resultado          | Fecha                 | Lugar                 | Competencia                             | Goles              | Asistencias        | Ref.                                                                                                 |                    |
| ------------------ | ------------------ | ------------------ | --------------------- | --------------------- | --------------------------------------- | ------------------ | ------------------ | --- | ------------------ |
| 1                  | Venezuela          | 0:0                | 19 de enero de 2017   | Ibarra · Ecuador      | Campeonato Sudamericano Fase de grupos  | -                  | -                  | 1 |                    |
| 2                  | Argentina          | 3:3 (1:2)          | 21 de enero de 2017   | Ibarra · Ecuador      | Campeonato Sudamericano Fase de grupos  | -                  | -                  | 2 |                    |
| 3                  | Bolivia            | 3:0 (2:0)          | 27 de enero de 2017   | Ibarra · Ecuador      | Campeonato Sudamericano Fase de grupos  | 44'                | -                  | 3 |                    |
| 4                  | Argentina          | 3:0 (2:0)          | 30 de enero de 2017   | Quito · Ecuador       | Campeonato Sudamericano Hexagonal final | -                  | -                  | 4 |                    |
| 5                  | Brasil             | 2:1 (0:1)          | 2 de febrero de 2017  | Quito · Ecuador       | Campeonato Sudamericano Hexagonal final | -                  | -                  | 5 |                    |
| 6                  | Colombia           | 3:0 (1:0)          | 5 de febrero de 2017  | Quito · Ecuador       | Campeonato Sudamericano Hexagonal final | -                  | 41' a F. Waller    | 6 |                    |
| 7                  | Venezuela          | 0:3 (0:0)          | 8 de febrero de 2017  | Quito · Ecuador       | Campeonato Sudamericano Hexagonal final | -                  | -                  | 7 |                    |
| 8                  | Ecuador            | 1:2 (0:2)          | 11 de febrero de 2017 | Quito · Ecuador       | Campeonato Sudamericano Hexagonal final | -                  | -                  | 8 |                    |
| 9                  | Italia             | 0:1 (0:0)          | 21 de mayo de 2017    | Suwon Corea del Sur   | Copa Mundial Fase de grupos             | -                  | -                  | 9 (enlace roto disponible en Internet Archive; véase el historial, la primera versión y la última).  |                    |
| 10                 | Japón              | 2:0 (1:0)          | 24 de mayo de 2017    | Suwon Corea del Sur   | Copa Mundial Fase de grupos             | -                  | -                  | 10 (enlace roto disponible en Internet Archive; véase el historial, la primera versión y la última). |                    |
| 11                 | Sudáfrica          | 0:0                | 27 de mayo de 2017    | Suwon Corea del Sur   | Copa Mundial Fase de grupos             | -                  | -                  | 11 (enlace roto disponible en Internet Archive; véase el historial, la primera versión y la última). |                    |
| 12                 | Arabia Saudita     | 1:0 (0:0)          | 31 de mayo de 2017    | Incheon Corea del Sur | Copa Mundial Octavos de final           | -                  | -                  | 12 (enlace roto disponible en Internet Archive; véase el historial, la primera versión y la última). |                    |
| 13                 | Italia             | 0:0 (1:4 pen.)     | 11 de junio de 2017   | Daejeon Corea del Sur | Copa Mundial Tercer puesto              | -                  | -                  | 13 (enlace roto disponible en Internet Archive; véase el historial, la primera versión y la última). |                    |

### Absoluta
El 15 de septiembre de 2017, Rodrigo fue incluido por Óscar Washington Tabárez en la lista de reservados por primera vez para jugar con la selección mayor de Uruguay. El 29 de septiembre fue confirmado en la lista definitiva para la última doble fecha de eliminatorias para jugar contra Venezuela y Bolivia.
Debutó con la Celeste el 5 de octubre de 2017, fue en el Polideportivo de Pueblo Nuevo frente a Venezuela, entrado a los 64' el segundo tiempo por Cristian Rodríguez. El 1 de febrero de 2022 anotó su primer gol con la absoluta en el Centenario frente a Venezuela por la jornada 16 de las eliminatorias a Catar 2022.

#### Copa América 2024
Fue convocado por Marcelo Bielsa para la Copa América 2024 en la cual marcó dos goles, uno ante Bolivia en la tercera jornada de la fase de grupos y otro ante Canadá en el partido por el tercer lugar saliendo victorioso en penales así obteniendo la medalla de bronce.

#### Participaciones en Copas del Mundo
| Mundial                        | Sede  | Resultado        | Partidos | Goles |
| ------------------------------ | ----- | ---------------- | -------- | ----- |
| Copa Mundial de Fútbol de 2018 | Rusia | Cuartos de final | 5        | 0     |
| Copa Mundial de Fútbol de 2022 | Catar | Primera fase     | 3        | 0     |

#### Participaciones en Copa América
| Copa América      | Sede           | Resultado        | Partidos | Goles |
| ----------------- | -------------- | ---------------- | -------- | ----- |
| Copa América 2019 | Brasil         | Cuartos de final | 4        | 0     |
| Copa América 2021 | Brasil         | Cuartos de final | 4        | 0     |
| Copa América 2024 | Estados Unidos | Tercer lugar     | 6        | 2     |

## Estadísticas

### Clubes
Actualizado al último partido disputado el 16 de agosto de 2025
| Club | Div.          | Temporada     | Liga  | Liga  | Liga   | Copas nacionales(1) | Copas nacionales(1) | Copas nacionales(1) | Copas internacionales(2) | Copas internacionales(2) | Copas internacionales(2) | Total(3) | Total(3) | Total(3) |
| Club | Div.          | Temporada     | Part. | Goles | Asist. | Part.               | Goles               | Asist.              | Part.                    | Goles                    | Asist.                   | Part.    | Goles    | Asist.   |
| --- | ------------- | ------------- | ----- | ----- | ------ | ------------------- | ------------------- | ------------------- | ------------------------ | ------------------------ | ------------------------ | -------- | -------- | -------- |
| C. A. Boca Juniors Argentina | 1.ª           | 2015          | 18    | 0     | 0      | 6                   | 0                   | 0                   | 1                        | 0                        | 0                        | 25       | 0        | 0        |
| C. A. Boca Juniors Argentina | 1.ª           | 2016          | 11    | 1     | 0      | ―                   | ―                   | ―                   | 5                        | 0                        | 0                        | 16       | 1        | 0        |
| C. A. Boca Juniors Argentina | 1.ª           | 2016-17       | 22    | 0     | 3      | 3                   | 0                   | 0                   | —                        | —                        | —                        | 25       | 0        | 3        |
| C. A. Boca Juniors Argentina | Total club    | Total club    | 51    | 1     | 3      | 9                   | 0                   | 0                   | 6                        | 0                        | 0                        | 66       | 1        | 3        |
| Juventus de Turín · Italia | 1.ª           | 2017-18       | 20    | 0     | 0      | 2                   | 0                   | 0                   | 5                        | 0                        | 0                        | 27       | 0        | 0        |
| Juventus de Turín · Italia | 1.ª           | 2018-19       | 31    | 2     | 3      | 2                   | 0                   | 0                   | 7                        | 0                        | 0                        | 40       | 2        | 3        |
| Juventus de Turín · Italia | 1.ª           | 2019-20       | 30    | 0     | 8      | 6                   | 1                   | 0                   | 7                        | 0                        | 0                        | 43       | 1        | 8        |
| Juventus de Turín · Italia | 1.ª           | 2020-21       | 33    | 0     | 4      | 5                   | 0                   | 0                   | 7                        | 0                        | 0                        | 45       | 0        | 4        |
| Juventus de Turín · Italia | 1.ª           | 2021-22       | 19    | 0     | 2      | 2                   | 0                   | 0                   | 5                        | 0                        | 1                        | 26       | 0        | 3        |
| Juventus de Turín · Italia | Total club    | Total club    | 133   | 2     | 17     | 17                  | 1                   | 0                   | 31                       | 0                        | 1                        | 181      | 3        | 18       |
| Tottenham Hotspur F. C. Inglaterra | 1.ª           | 2021-22       | 17    | 0     | 4      | 1                   | 0                   | 0                   | ―                        | ―                        | ―                        | 18       | 0        | 4        |
| Tottenham Hotspur F. C. Inglaterra | 1.ª           | 2022-23       | 18    | 5     | 2      | 2                   | 0                   | 0                   | 6                        | 1                        | 0                        | 26       | 6        | 2        |
| Tottenham Hotspur F. C. Inglaterra | 1.ª           | 2023-24       | 23    | 1     | 1      | 2                   | 0                   | 0                   | ―                        | ―                        | ―                        | 25       | 1        | 1        |
| Tottenham Hotspur F. C. Inglaterra | 1.ª           | 2024-25       | 26    | 2     | 0      | 5                   | 0                   | 1                   | 13                       | 0                        | 0                        | 44       | 2        | 1        |
| Tottenham Hotspur F. C. Inglaterra | 1.ª           | 2025-26       | 1     | 0     | 0      | 0                   | 0                   | 0                   | 1                        | 0                        | 0                        | 2        | 0        | 0        |
| Tottenham Hotspur F. C. Inglaterra | Total club    | Total club    | 85    | 8     | 7      | 10                  | 0                   | 1                   | 20                       | 1                        | 0                        | 115      | 9        | 8        |
| Total carrera | Total carrera | Total carrera | 269   | 11    | 27     | 36                  | 1                   | 1                   | 57                       | 1                        | 1                        | 362      | 13       | 29       |
| (1) Incluye datos de la Copa Argentina (2015-2016), la Supercopa Argentina (2015), la Copa Italia (2017-2022), la Supercopa de Italia (2017-2022) y la FA Cup (2021-act.). (2) Incluye datos de la Copa Libertadores (2015-2016) y la Liga de Campeones de la UEFA (2017-act.). (3) No incluye partidos amistosos. |               |               |       |       |        |                     |                     |                     |                          |                          |                          |          |          |          |

Fuentes:Transfermarkt.

### Selecciones
| Selección | Temporada     | Amistosos | Amistosos | Amistosos | Continental(4) | Continental(4) | Continental(4) | Mundial | Mundial | Mundial | Total | Total | Total  |
| Selección | Temporada     | Part.     | Goles     | Asist.    | Part.          | Goles          | Asist.         | Part.   | Goles   | Asist.  | Part. | Goles | Asist. |
| --- | ------------- | --------- | --------- | --------- | -------------- | -------------- | -------------- | ------- | ------- | ------- | ----- | ----- | ------ |
| Sub-20 · Uruguay                                                                                                 | 2017          | 0         | 0         | 0         | 8              | 1              | 1              | 6       | 0       | 0       | 14    | 1     | 1      |
| Sub-20 · Uruguay                                                                                                 | Total         | 0         | 0         | 0         | 8              | 1              | 1              | 6       | 0       | 0       | 14    | 1     | 1      |
| Absoluta · Uruguay                                                                                               | 2017          | 2         | 0         | 0         | 2              | 0              | 0              | ―       | ―       | ―       | 4     | 0     | 0      |
| Absoluta · Uruguay                                                                                               | 2018          | 8         | 0         | 0         | ―              | ―              | ―              | 5       | 0       | 1       | 13    | 0     | 1      |
| Absoluta · Uruguay                                                                                               | 2019          | 8         | 0         | 0         | 4              | 0              | 0              | ―       | ―       | ―       | 12    | 0     | 0      |
| Absoluta · Uruguay                                                                                               | 2020          | ―         | ―         | ―         | 4              | 0              | 1              | ―       | ―       | ―       | 4     | 0     | 1      |
| Absoluta · Uruguay                                                                                               | 2021          | ―         | ―         | ―         | 12             | 0              | 0              | ―       | ―       | ―       | 12    | 0     | 0      |
| Absoluta · Uruguay                                                                                               | 2022          | 2         | 0         | 0         | 4              | 1              | 0              | 3       | 0       | 0       | 9     | 1     | 0      |
| Absoluta · Uruguay                                                                                               | 2023          | ―         | ―         | ―         | 2              | 0              | 0              | ―       | ―       | ―       | 2     | 0     | 0      |
| Absoluta · Uruguay                                                                                               | Total         | 20        | 0         | 0         | 28             | 1              | 1              | 8       | 0       | 1       | 56    | 1     | 2      |
| Total carrera | Total carrera | 20        | 0         | 0         | 36             | 2              | 2              | 14      | 0       | 1       | 70    | 2     | 3      |
| (4) Incluye los partidos del Sudamericano Sub-20 (2017), Eliminatorias sudamericanas (2015-2017) y Copa América. |               |           |           |           |                |                |                |         |         |         |       |       |        |

## Palmarés

### Campeonatos nacionales
| Título                        | Equipo         | País      | Año     |
| ----------------------------- | -------------- | --------- | ------- |
| Copa Argentina                | Boca Juniors   | Argentina | 2014-15 |
| Primera División de Argentina | Boca Juniors   | Argentina | 2015    |
| Primera División de Argentina | Boca Juniors   | Argentina | 2016-17 |
| Copa Italia                   | Juventus F. C. | Italia    | 2017-18 |
| Serie A                       | Juventus F. C. | Italia    | 2017-18 |
| Supercopa de Italia           | Juventus F. C. | Italia    | 2018    |
| Serie A                       | Juventus F. C. | Italia    | 2018-19 |
| Serie A                       | Juventus F. C. | Italia    | 2019-20 |
| Supercopa de Italia           | Juventus F. C. | Italia    | 2020    |
| Copa Italia                   | Juventus F. C. | Italia    | 2020-21 |

### Campeonatos internacionales
| Título                 | Equipo                  | Sede    | Año  |
| ---------------------- | ----------------------- | ------- | ---- |
| Sudamericano Sub-20    | Uruguay sub-20          | Ecuador | 2017 |
| Liga Europa de la UEFA | Tottenham Hotspur F. C. | España  | 2025 |

### Distinciones individuales
| Distinción                                                                         | Año  |
| ---------------------------------------------------------------------------------- | ---- |
| Parte de los 50 mejores futbolistas sub-20 del mundo según La Gazzetta dello Sport | 2016 |